# Giovanni Fazio
Giovanni Gene Fazio (* 26. Mai 1933 in San Antonio (Texas)) ist ein US-amerikanischer Astrophysiker.
Fazio studierte an der St. Mary’s University in Texas mit dem Bachelor-Abschluss in Physik und Chemie 1954 und wurde 1959 am Massachusetts Institute of Technology in Physik promoviert mit einer Dissertation in Elementarteilchenphysik. Anschließend war er Assistant Professor an der University of Rochester und ab 1962 am Harvard-Smithsonian Center for Astrophysics, ab 1983 als Senior Physicist. Außerdem war er Lecturer an der Harvard University.
Er befasst sich mit Infrarot- und Gammastrahlenastronomie. Er war Principal Scientist am Spacelab 2 Infrarotteleskop (1985) und an vielen Ballonexperimenten der NASA beteiligt.
An der University of Rochester war er Ende der 1950er Jahre ein Pionier in Gammastrahlenastronomie mit Ballons und einer der Principal Investigators des Gammastrahlendetektors im Orbiting Solar Observatory der NASA (1962). Das setzte er am Smithsonian Center fort. Er war einer der Initiatoren des 10 m Reflektors des F. L. Whipple Observatorium in Arizona zur Suche nach hochenergetischen Gammastrahlenquellen. Anfang der 1970er Jahre war er ein Pionier für Ballon-Teleskope im fernen Infrarot und zwanzig Jahre Principal Investigator für das 1 m Ballon-Teleskop im fernen Infrarot. 1998 war er Co-Investigator für den Submillimeter Wave Astronomical Satellite (SWAS).
2015 hielt er die Henry Norris Russell Lectureship. Er ist Fellow der American Physical Society, der Royal Astronomical Society und der American Association for the Advancement of Science. Er erhielt sechs Group Achievement Awards der NASA und er erhielt die russische Ziolkowski-Medaille (1998), den Smithsonian Distinguished Scholar Award und den COSPAR Massey Award der Royal Society (2008).